# استان تگانت
استان تَگانت (به عربی: ولایة تکانت) یکی از استان‌های کشور موریتانی است. استان تگانت ۹۵٬۲۰۰ کیلومتر مربع مساحت و ۸۰٬۹۶۲ نفر جمعیت دارد.